# Янцевич Антон Валерійович
Анто́н Вале́рійович Янце́вич — старший лейтенант Збройних сил України.
Випускник 2011 року Академії сухопутних військ імені гетьмана Петра Сагайдачного, спеціальність «управління діями підрозділів військової розвідки та спеціального призначення».
Брав участь у боях за Дебальцеве в складі 3-го полку спецпризначення. 16 лютого 2015-го поранений в стегно, прооперований, лікувався.

## Нагороди
За особисту мужність і героїзм, виявлені у захисті державного суверенітету та територіальної цілісності України, вірність військовій присязі під час російсько-української війни, відзначений — нагороджений
- 13 серпня 2015 року — орденом Богдана Хмельницького III ступеня.
- Орден «Народний Герой України» (травень 2016).